# Miercurea Sibiului
Miercurea Sibiului là một thị xã thuộc hạt Sibiu, România. Dân số thời điểm năm 2002 là 4066 người.